# Polynôme de Bernstein
Pour les articles homonymes, voir Bernstein.
Ne doit pas être confondu avec Polynôme de Bernstein-Sato
Les polynômes de Bernstein, nommés ainsi en l'honneur du mathématicien russe Sergueï Bernstein (1880-1968), permettent de donner une démonstration constructive et probabiliste,, du théorème d'approximation de Weierstrass. Ils sont également utilisés dans la formulation générale des courbes de Bézier.

## Description
Pour un degré m ≥ 0, il y a m + 1 polynômes de Bernstein Bm
0, ..., Bm
m définis, sur l'intervalle [0 ; 1], par
{\displaystyle B_{i}^{m}(u)={\binom {m}{i}}u^{i}(1-u)^{m-i}},
où les {\displaystyle {\binom {m}{i}}={\frac {m!}{i!(m-i)!}}} sont les coefficients binomiaux.
Les m + 1 polynômes de Bernstein forment une base de l'espace vectoriel des polynômes de degré au plus m.

### Premiers polynômes
Les polynômes de Bernstein pour les premiers ordres sont :
- n = 0

{\displaystyle B_{0}^{0}(x)=1}
- n = 1

{\displaystyle B_{0}^{1}(x)=1-x,\ B_{1}^{1}(x)=x}
- n = 2

{\displaystyle B_{0}^{2}(x)=(1-x)^{2},\ B_{1}^{2}(x)=2x(1-x),\ B_{2}^{2}(x)=x^{2}}
- n = 3

{\displaystyle B_{0}^{3}(x)=(1-x)^{3},\ B_{1}^{3}(x)=3x(1-x)^{2},\ B_{2}^{3}(x)=3x^{2}(1-x),\ B_{3}^{3}(x)=x^{3}}

### Propriétés

Polynômes de Bernstein de degré 3.

Ces polynômes présentent plusieurs propriétés importantes : {\displaystyle \forall u\in [0,1]}
- partition de l'unité :

{\displaystyle \qquad \sum _{i=0}^{m}B_{i}^{m}(u)=1,}
- positivité :

{\displaystyle \forall i\in \{0,\ldots ,m\}\quad B_{i}^{m}(u)\geq 0,}
- symétrie :

{\displaystyle \forall i\in \{0,\ldots ,m\}\quad B_{i}^{m}(u)=B_{m-i}^{m}(1-u),}
- valeurs aux bords :

{\displaystyle \forall i\in \{0,\ldots ,m\}\quad B_{i}^{m}(0)=\delta _{i,0},B_{i}^{m}(1)=\delta _{i,m}}
avec δ le symbole de Kronecker
- multiplicité des racines :

pour Bm
i, 0 est une racine de multiplicité i et 1, une racine de multiplicité m – i.
- formules de récurrence : pour m > 0,

{\displaystyle B_{i}^{m}(u)={\begin{cases}(1-u)B_{i}^{m-1}(u)&{\text{si }}i=0\\(1-u)B_{i}^{m-1}(u)+uB_{i-1}^{m-1}(u)&\forall i\in \{1,\dots ,m-1\}\\uB_{i-1}^{m-1}(u)&{\text{si }}i=m.\end{cases}}}.
{\displaystyle B_{i}^{m}\prime (u)=m\left(B_{i-1}^{m-1}(u)-B_{i}^{m-1}(u)\right).}
- décomposition sur la base canonique :

{\displaystyle B_{i}^{m}(u)={\binom {m}{i}}\sum _{k=0}^{m-i}{\binom {m-i}{k}}(-1)^{k}u^{i+k}=\sum _{l=i}^{m}{\binom {m}{l}}{\binom {l}{i}}(-1)^{l-i}u^{l}}
et inversement
{\displaystyle u^{p}=\sum _{k=0}^{m-p}{\binom {m-p}{k}}{\frac {1}{\binom {m}{k}}}B_{m-k}^{m}(u)={\frac {1}{\binom {m}{p}}}\sum _{s=p}^{m}{\binom {s}{p}}B_{s}^{m}(u).}

## Lien avec la loi binomiale
D'un point de vue probabiliste, pour tout p ∈ [0;1], Bm
i(p) est la probabilité {\displaystyle \mathbb {P} (X=i)}, où X est une variable aléatoire suivant une loi binomiale de paramètre (m,p). C'est d'ailleurs l'interprétation qu'en fait Bernstein dans sa démonstration du théorème d'approximation de Weierstrass.